# Hearts of Iron IV
Hearts of Iron IV er et strategi-videospil, udviklet og udgivet af Paradox Interactive. Spillet blev udgivet 6. juni 2016, det er efterfølgeren til Hearts of Iron III og en del af Hearts of Iron-serien:

## Spillets gang
Spillet foregår under 2. verdenskrig, hvor spilleren kan tage kontrol over alle nationer i verden. Spilleren kan vælge scenarier, der starter i enten 1936 eller 1939 og derefter skal spilleren styre nationen til sejr.
Man styrer stort set alle dele af nationen fra produktion, forskning, Spionage til troppebevægelser og diplomati.

## Udvidelser

### "Together for Victory"
Udvidelsen fokuserer på det Britiske imperium og dens kolonier. Udvidelsen ændrede også på, hvordan Vasaler fungerer i spillet.

### "Death or Dishonor"
Udvidelsen fokuserer på lande på Balkanhalvøen.

### "Waking the Tiger"
Udvidelsen fokuserer på Østasien og dens nationer, samt den kinesiske borgerkrig og krigen mellem Japan og Kina. 

### "Man the guns"
Udvidelsen fokuserer på England og USA og ændrer også komplet hvordan skibe bliver produceret.

### "La Resistance"
Udvidelsen fokuserer på Spionage, samt Frankrig og Den Spanske borgerkrig

### "No Step Back"
Udvidelsen fokuserer på Sovietunionen og de baltiske lande. Udvidelsen ændrede også forsyningssystemet i spillet.

### "By Blood Alone"
Udvidelsen fokuserer på Italien, Schweiz og Etiopien. Udvidelsen ændre også basale ting som flydesign systemet og fredskonferencer.

### "Arms Against Tyranny"
Udvidelsen fokuserer på de nordiske lande som Danmark, Sverige og Norge, samt at udvidelsen lægger stor vægt på Vinterkrigen.